# Province de Trévise
La province de Trévise (en italien : provincia di Treviso) est une province italienne située dans la région de Vénétie. Son chef-lieu est Trévise.

## Tourisme

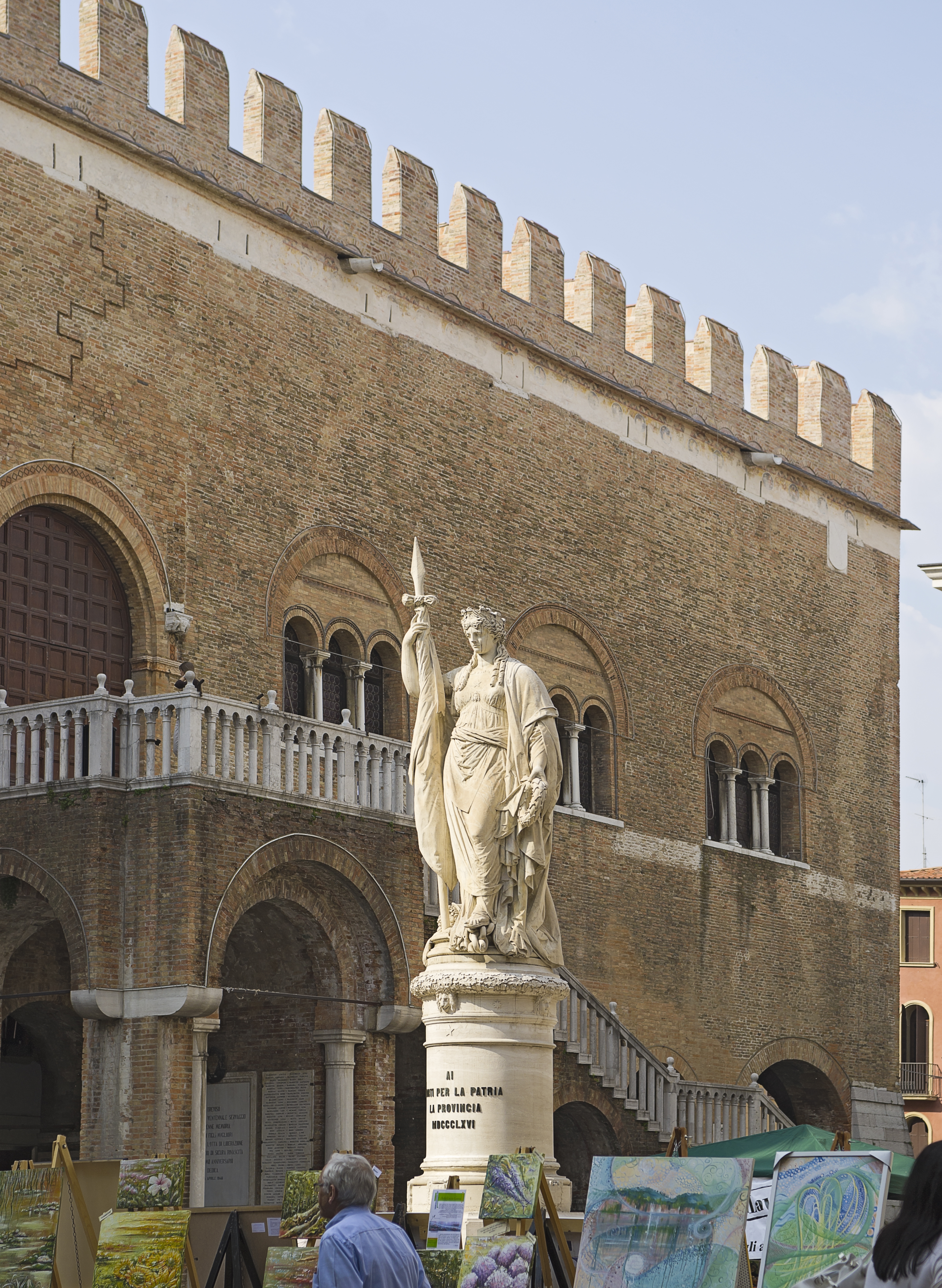
Monumento dell'indipendenza (Trévise), personnification de la province de Trévise.

## Divers
La plupart des habitants d'origine italienne du Sud-Ouest de la France sont originaires de la province de Trévise.[réf. nécessaire]